# Investeringsfond
En investeringsfond är en samling av en rad olika värdepapper, ofta kallad för portfölj, som ägs av många människor tillsammans, vilka är andelsägare. Portföljen kan bestå av olika typer av tillgångar. En fondandelsägare är ägare till en del av fondens förmögenhet. Man överlåter ansvaret för hur pengarna placeras till fondförvaltaren. Denne i sin tur köper värdepapper för de pengar andelsägare satt in i fonden.
En fond innehåller ofta värdepapper för flera hundra miljoner kronor. Den som sätter pengar i en fond äger en del av fondens värde. Fondens tillgångar ägs helt och hållet av de andelsägare som satt in pengar i fonden. Om en fond innehåller aktier i till exempel 70 olika börsbolag blir andelsägarna indirekt aktieägare i alla de 70 bolagen. Om tillgångarna i fonden ökar i värde stiger också värdet på varje andel. Andelarnas värde bestäms regelbundet och beräknas genom att dela det aktuella marknadsvärdet på fondens alla tillgångar med det totala antalet andelar. Detta kallas nettoandelsvärde (NAV, Net Asset Value)). Om de tillgångar som fonden äger ökar i värde kommer också nettoandelsvärdet att öka. Om fonden får ränteinkomster och utdelningar läggs dessa till det totala fondvärdet och räknas automatiskt in i nettoandelsvärdet. Förvaltningsavgiften och andra kostnader förknippade med driften av fonden är redan avdragen i nettoandelsvärdet. 

## Risk och avgifter
Med risk avses i investeringssammanhang risken för att investeringen ska svänga i värde, både uppåt och nedåt. Ju större svängningar desto större risk att förlora pengar. Risk och möjlighet till högre avkastning hänger dock nära samman. Spararen behöver ta någon form av risk för att kunna få ersättning i form av avkastning. Fonder anses generellt som tryggare (mindre risk) än de underliggande värdepapperna enskilt eftersom den sprider riskerna. En värdepappersfond som regleras av lagen om värdepappersfonder måste enligt denna lag ha minst 16 innehav, och har i praktiken ofta många fler. Olika fonder har olika riskprofil beroende på hur, i vilka tillgångar och på vilka marknader de investerar fondens förmögenhet. Fonder som investerar i nystartade företag eller i utvecklingsområden betecknas ofta som högriskfonder medan korta räntefonder betecknas som lågriskfonder.
Eftersom en fondförvaltare tar hand om fonden och köper och säljer värdepapper för fondens pengar tas det ut avgifter. Den genomsnittliga avgiften för en Sverigeregistrerad aktiefond är 1,09 procent, vilket är lägst i Europa. Meningen är att fondens utveckling ska kompensera för den kostnaden och vara en mer effektiv metod att uppnå avkastningen än om fondandelsägaren själv förvaltat sina pengar. Det är bra att som konsument vara vaksam på de kostnader som fonden tar ut. För fonder som marknadsförs i EU finns detta alltid angivet. När avkastningen visas är oftast, i EU enligt lag alltid, avgiften bortdragen. En fast förvaltningsavgift tas ut som en årlig procentsats på fondens förmögenhet och dras från fonden med 1/365 per dag. Man skiljer mellan aktivt förvaltade fonder och indexfonder, varav de senare förvaltas mindre aktivt med målsättning att följa ett visst aktieindex. Indexfonder har i regel lägre avgift än aktivt förvaltade fonder. I aktivt förvaltade fonder väljer förvaltaren inom placeringsreglementets ramar placeringar som bedöms ha störst chans att ge bra avkastning. Placeringsreglementet återfinns alltid i fondens fondbestämmelser och i informationsbroschyren. Tid och resurser läggs ned på att analysera företag för att på så sätt kunna bedöma utvecklingsmöjligheterna. Vissa fonder tar ut en insättningsavgift och i vissa fall även en avgift för uttag. Detta är ovanligt i Sverige och används främst för att beivra korttidshandel. Särskilda fonder, såsom en del hedgefonder, tar ibland ut en resultatbaserad avgift utöver förvaltningsavgiften, till exempel ett visst antal procent av överavkastningen i förhållande till ett jämförelseindex.

### Normanbelopp
Normanbeloppet är ett mått på fondens avgifter. Det är uppkallat efter finansmarknadsministern Peter Norman som ställde ett krav om att fonderna skall redovisa kostnaderna i kronor och ören för en på förhand given sparplan. Nyckeltalet beräknas som skillnaden mellan det resultat som skulle kunna uppnås om sparandet fick växa helt utan avgifter och det faktiska belopp som spararen får ut efter tio år.

## Olika fondslag
Det finns många olika former av fonder. Några av de vanligaste formerna är aktiefonder, räntefonder och blandfonder.

### Aktiefonder
En aktiefond är en fond som placerar huvuddelen av fondförmögenheten i olika normalt börsnoterade aktier. Aktiefonder som regleras av lagen om värdepappersfonder sprider risken genom att placera i minst 16 olika aktier. Oftast innehåller fonderna betydligt fler aktier. Fondens andelsägare blir indirekta delägare i alla de företag där fonden äger aktier.

### Räntefonder
Räntefonder är ett samlingsbegrepp för fonder som placerar fondförmögenheten i räntebärande värdepapper såsom obligationer och statsskuldväxlar. Det finns både korta och långa räntefonder. Korta räntefonder kallas även för penningmarknadsfonder, medan långa räntefonder även kallas för obligationsfonder. Kort och lång räntefond avser räntebidningstiden på tillgångarna i fonden En obligation eller statsskuldväxel ges ut av till exempel stat, kommuner eller företag som ett sätt att låna pengar från allmänheten. Korta räntefonder innebär mycket låg risk, men också lägre förväntade avkastningsmöjligheter än fonder med högre risk.

### Blandfonder
En blandfond är en fond som investerar i både aktier och räntebärande värdepapper. Hur fördelningen av aktier respektive räntebärande värdepapper ser ut kan skilja sig åt mellan olika blandfonder och följer av fondens fondbestämmelser.

### Fond-i-fond
Fond-i-fond, alternativt "fondandelsfond" är en fond som innehåller andelar i minst två andra fonder. Genom att investera i en sådan kan man minska riskerna ytterligare jämfört med en enskild fond, men till priset av en extra förvaltningsavgift. Enligt gällande lagstiftning får fondbolagen dock inte ta ut avgift för fondandelsfonder som innehåller egna fonder.

### Indexfonder
En indexfond är en aktie- eller räntefond vars mål är att utvecklas så nära ett index som möjligt. En sådan fond har en lika stor andel i olika företags aktier som dessa aktier finns representerade i index, det vill säga fonden följder den genomsnittliga utvecklingen för aktierna som ingår i indexet. Eftersom indexfonder är passiva och inte behöver aktiv förvaltning så har dessa fonder i genomsnitt låga avgifter.

### Etikfonder/SRI-fonder (Social Responsible Investments)
En fond som tar särskilda miljö, sociala eller andra hänsyn i de placeringar som görs i fonden. Exempelvis kan fonden ha som policy att inte investera i företag om ägnar sig åt produktion av vissa typer av varor, såsom krigsmateriel, tobak, alkohol eller pornografi, investera i företag som uppfyller vissa etiska riktlinjer eller välja att investera i företag för att försöka påverka dessa i en önskvärd riktning.
Etikfonder kan klassas på olika sätt:
Avstå-fond: Är en fond med kriterier som exkluderar placeringar i företag som har delar av sin omsättning i vapen, tobak, alkohol, pornografi och spel.
Bäst-i-klassen–fond: Är en fond som inkluderar placeringar i företag som är bland de bästa inom ett område som till exempel miljö eller etik.
Påverkan: En fond som väljer att vara aktiv ägare i företag för att försöka påverka företaget i en önskvärd riktning, till exempel genom möten och att rösta på bolagsstämmor.

### Börshandlade fonder
En börshandlad fond (en. Exchange Traded Fund) är en fond som handlas över börsen som en aktie. Oftast är de indexfonder, men undantag finns. För att kunna handla en BF behöver man en aktiedepå. Fondtypen handlas till samma villkor av institutioner som privatpersoner. Börshandlade fonder har ofta lägre förvaltningsavgifter än vanliga indexfonder, men har en implicit köp- och försäljningsavgift i och med att man vid handel måste betala courtage till sin mäklare på samma sätt som vid aktiehandel. Dessutom finns en implicit avgift i form av spread, det vill säga skillnaden mellan köp- och säljkurs på den börs där BF:en handlas.

### Hedgefonder
En hedgefond har friare placeringsregler än vanliga aktiefonder. Målsättningen är ofta att ge avkastning även i tider när världens aktiebörser sjunker i värde genom att det är tillåtet att belåna tillgångarna, placera i optioner med mera. Hedge kan översättas med skydd och hedging är avsett att skydda mot vissa förändringar på marknaden. Hedgefonder kan uppvisa allt från mycket hög risk till låg risk.

## Fonder till pensionen
Fonder finns som alternativ i pensionssystemets samtliga delar; i den allmänna pensionen (premiepensionen), för tjänstepensioner och vid privat fondsparande till pensionen.

## I Sverige

### Reglering
Regler om fonder finns främst i lag (2004:46) om värdepappersfonder. Den svenska lagstiftningen om fondverksamhet bygger till största delen på EU:s så kallade UCITS-direktiv. Sverige fick ett nytt regelverk för värdepappersfonder den 1 augusti 2011 som bygger på EU-direktivet UCITS IV. Direktivet om förvaltare av alternativa investeringsfonder, AIFM-direktivet, infördes i svensk rätt i juli 2013 genom Lagen om förvaltare av alternativa investeringsfonder (2013:561). Dessa nya regler berör alla som förvaltar fonder i någon bemärkelse men som inte är värdepappersfonder. 
I lagstiftningen skiljs mellan värdepappersfonder samt alternativa investeringsfonder. Värdepappersfonder kan förenklat sägas motsvara vanliga aktiefonder/räntefonder, medan alternativa investeringsfonder har friare placeringsregler som exempelvis hedgefonder.
Fondverksamhet i Sverige styrs av lagar, Finansinspektionens föreskrifter och branschens egna riktlinjer. De är dock frivilligt att följa branschens egna riktlinjer. Det är ett omfattande regelverk som fondbolagen ska följa. Det är Finansinspektionen som ger tillstånd till svenska aktiebolag att driva fondverksamhet.
Det är skild ekonomi mellan fonden och fondbolaget. Detta åstadkommer man genom att samtliga fondens tillgångar förvaras hos ett annat bolag, ett så kallat förvaringsinstitut. Om ett fondbolag går i konkurs, vilket är mycket ovanligt, påverkas inte fondens värde eftersom fondens tillgångar inte ingår i fondbolagets konkurs utan även fortsättningsvis ägs av fondandelsägarna.
Själva fonden kan med andra ord inte gå i konkurs, utan den övertas i händelse av fondbolagets konkurs av en annan fondförvaltare. Om sådan saknas betalas fondens förmögenhet ut till andelsägarna. Detta skydd ersätter den så kallade insättningsgarantin som finns för andra sparformer. Däremot kan en investering i en fond minska såväl som öka i värde, och en andelsägare kan förlora hela sitt insatta kapital. Däremot kan andelsägare inte förlora mer än sitt insatta kapital. 

### Det svenska fondsparandets historia[10]
Det svenska fondsparandet har sina rötter i 1950-talet. 
1958 Bröderna Ragnar och Gösta Åhlén, arvtagare till postorderfirman Åhlén & Holm och varuhuskedjan Tempo, bildade stiftelsen Aktietjänst med syftet att främja aktiesparandet i Sverige. I maj 1958 startade stiftelsen tre fonder under namnet Koncentra. En av dessa var en så kallad öppen fond, vilket innebar att den var öppen för löpande insättningar och uttag och motsvarade dagens investeringsfonder. 
1964 lanserades en tjänst där man varje månad kunde få sig tillsänt en eller flera andelar mot postförskott. 
1967 introducerades ett så kallat månadskonto, där insättningar på jämna belopp mellan 50 och 500 kronor kunde göras för inköp av fondandelar.
1978 Dåvarande finansministern Gösta Bohman introducerade skattesparandet och skattefonder i syfte att stimulera hushållens sparande. Varje sparad krona var avdragsgill till 30 procent mot inkomstskatten (från början 20 procent). Dessutom var avkastningen skattefri under den tid man sparade samt ytterligare fem år. Mellan åren 1979 och 1982 ökade antalet fondsparare från 75 500 till 425 000.
1979 Fondbolagens förening grundas. Bland annat tillhandahåller föreningen månadsvis statistik om det totala fondsparandet hos medlemsföretagen.
1984 Allemansspar lanserades i april i vilket fonder var ett valalternativ, nämligen allemansfonder. Med allemanssparandet slog fonderna igenom på allvar bland svenska sparare och nya grupper började fondspara.
1991 Skatt infördes på avkastningen av allemanssparandet, men var fortfarande skattesubventionerat.
1997 Allemanssparandet miste sin skattesubvention helt.
1998 Lagen om allemanssparandet upphörde och allemansfonderna omfattades fortfarande av samma regler som gäller för andra fonder.
2000 Premiepensionssystemet infördes, som innebär att en viss del av den allmänna pensionen av förmånstagaren kan placeras fritt i ett urval av fonder på ett statligt fondtorg.